# Eremobates barberi
Espèce
Synonymes
- Eremothera barberi Muma, 1951

Eremobates barberi est une espèce de solifuges de la famille des Eremobatidae.

## Distribution
Cette espèce est endémique du Texas aux États-Unis,. Elle se rencontre vers Brownsville.

## Description
La femelle holotype mesure 16,0 mm.

## Étymologie
Cette espèce est nommée en l'honneur de Herbert Spencer Barber.

## Publication originale
- Muma, 1951 : The Arachnid order Solpugida in the United States. Bulletin of the American Museum of Natural History, no 97, p. 31-141 (texte intégral).